# Župnija Mužlja
Župnija Mužlja – Ime Marijino je rimskokatoliška teritorialna župnija (od 1909) rimskokatoliške teritorialne župnije Zrenjanin (od 1899 duhovnija), dekanije Zrenjanin, srednji dekanat škofije Zrenjanin. 

## Župnija Mužlja

### Zgodovina
1890 so začeli naseljevati Mužljo z imenom Gornja Mužlja (Felsőmuzslya), kot X. okrožje mesta Veliki Bečkerek (danes Zrenjanin). Državni zaklad je naselil v novo občestvo iz 18 severnobanatskih vasi 420 katoliških madžarskih družin; skupno je bilo 3600 ljudi s povprečno 7-8 otroki. Najprej je duhovno oskrboval vaščane zrenjaninski kaplan. 
Februarja 1895 so začeli zbirati sredstva za graditev župnišča in cerkve. Prvo žegnanje je bilo na nedeljo 11. septembra 1898, ko so obhajali praznik Marijinega imena, ki ga katoliška Cerkev praznuje 12. septembra. Slovesno mašo je vodil zrenjaninski dekan in župnik Ferenc Szabó. Ker še ni bilo cerkve, je maševal v sredi vasi, v stari ljudski šoli, kjer so združili dve učilnici v ta namen. 
Aprila 1899 so začeli graditi župnišče na račun državnega zaklada v izvedbi podjetja Feketits in Jochum. 
1899 je bila ustanovljena samostojna duhovnija, ki jo je vzdrževala državna zakladnica, da ne bi s tem obremenjevali revnih novo-naseljencev. Župnišče je bilo vseljivo septembra 1899. Čanadski škof Sándor Dessewffy je imenoval za prvega župnika oziroma samostojnega duhovnega oskrbnika Gornje Mužlje segedinskega jetniškega duhovnika Ignacija Šoka.

### Župnijska cerkev in podružnice
Katoliška župnija Mužlja ima v Mužlji dve katoliški cerkvi in podružnice drugod:
- Katoliška cerkev Imena Marijinega v Mužlji v Banatu (zgrajena 1902), AP Vojvodina, država Srbija (župnijska cerkev)
- Katoliška cerkev Dominika Savia v Mužlji v Banatu (zgrajena 1994), AP Vojvodina, država Srbija (podružnica). V njej je zanimiva zlasti oltarna slika Dominika Savia, ki jo je v spremstvu tamkajšnje mladine naslikal slovenski salezijanski sobrat in akademski slikar Ciril Jerič.
- Katoliška cerkev Janeza Krstnika (zgrajena 1864) v Ečki v Banatu, AP Vojvodina, država Srbija; župnija od 1793, podružnica od 1944, od izgona nemške katoliške manjšine, ki je poleg Romunov tvorila polovico vadi;
- Katoliška cerkev Marijinega rojstva (zgrajena 1927) v Lukinem Selu v Banatu, AP Vojvodina, država Srbija (podružnica Mužlje od 1944 naprej, prej podružnica Ečke)

## Duhovniki
- Ignacij Šóka (*1861 †1943); duhovni oskrbnik od 1899, župnik 1909-1943.
- Tamás Jung (*1911 †1992); župnik od 1943 do; pozneje zrenjaninski dekan in nato od 1972 škof administrator Banata.
- Mihály Lőrincz (*1912 †1978); župnik od do 1965.
- Jožef Tkalec SDB (*1897 †1976); župnik od 1965 do odhoda v Želimlje v Sloveniji leta.
- Štefan Zorko SDB (*1915 †1988); župnik od 19 do odhoda na Trstenik v Sloveniji leta 1985.
- Stanko Tratnjek SDB (*1938-); župnik od 1985 do 2014; prestavljen 2023 v Slovenijo.
- Srečko Golob (*1949) župnik od 2014 do 2017, nato prestavljen v Slovenijo.
- Stojan Kalapiš (*1958) župnik od 2017 do 2024 ter ravnatelj fantovskega zavoda "Emavs", nato prestavljen v Slovenijo.

- Janez Jelen SDB (*1944-); kaplan od 1984 do 2024, nato odšel v Slovenijo.
- Anton Horvat SDB - Tonček (*1936) - odšel v Slovenijo
- Zoltán Varga (*1961) župnik v Belem Blaltu od 2017; prestavljen v Slovenijo 2020.

- Sándor Zoltán stalni diakon (*1959) - kot domačin ostal v Mužlji.

## Galerija slik – župnija Mužlja
- Češnja Goriška rana (prinesena iz Slovenije in posajena 1986), cerkev Marijinega Imena ter za pokrajino značilni topol (1902-2012)
- Katoliška cerkev Ečka – Sv. Janez Krstnik (1864); pogled z juga
- Katoliška cerkev Ečka - sveti Janez Krstnik (1864) od spredaj
- Grad v Ečki (1783) s katoliško cerkvijo (1864) in vodovodnim stolpom gledano iz Mužlje
- Grad v Ečki (1783) s cerkvijo (1864) in brezdelno štorkljo
- Most čez Begej (postavljen 1889, obnovljen za prehod ladij 1894 ter utrjen 2005) s katoliško cerkvijo (1864)
- Jozef Geugner iz Tirolske je naslikal križev pot; tudi stene in strop leta 1863
- Kripta z grobnico grofov Lazar pod cerkvijo v vodi z ečkanskim grbom; redko sem pride talna voda
- Orgle (1893); obnovljene 1928, uničene od komunistov po drugi svetovni vojni